# Basilika La Merced (Buenos Aires)

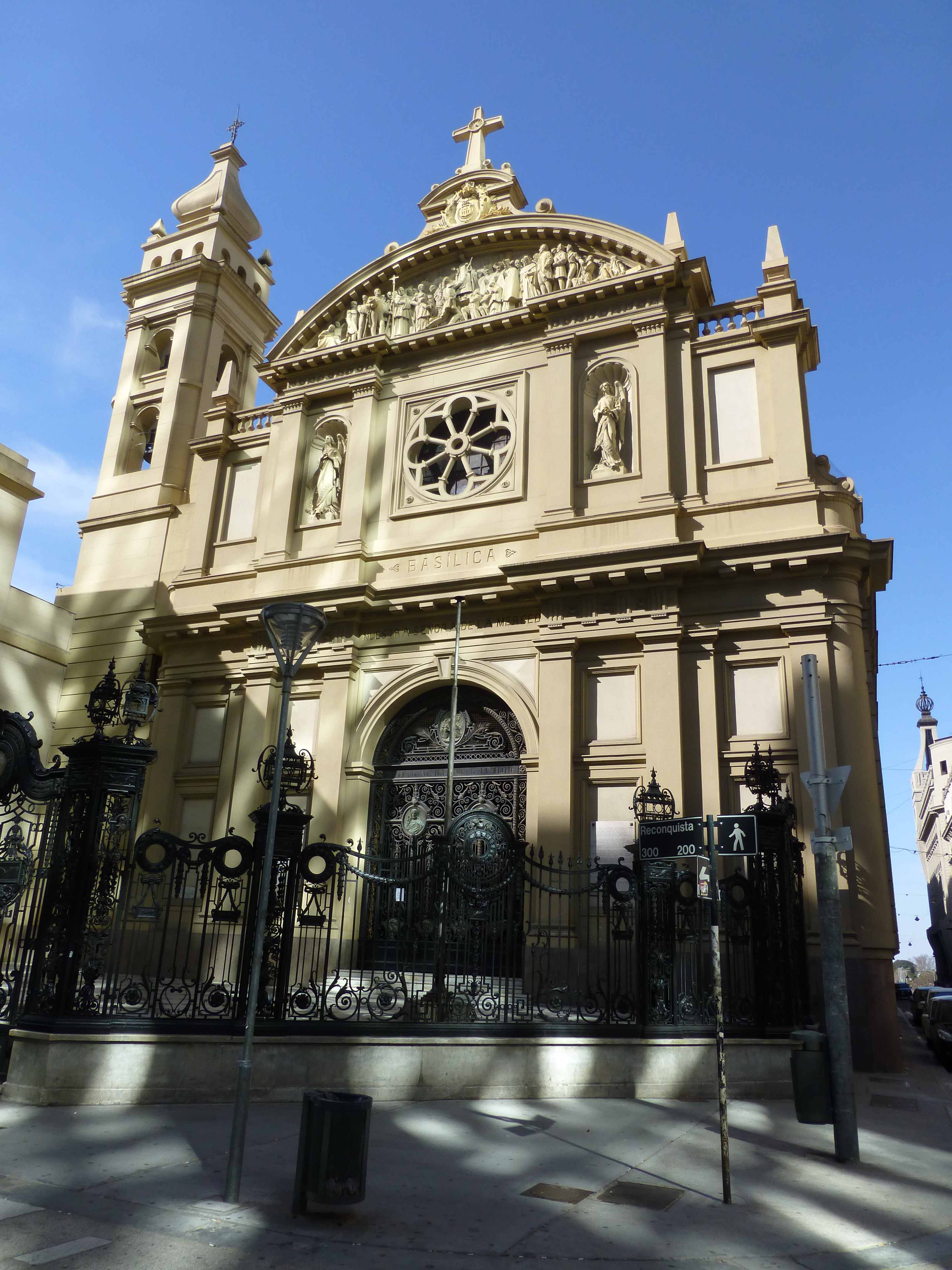
Portal der Basilika

Die Basílica Nuestra Señora de la Merced (deutsch Basilika Unserer Lieben Frau der Barmherzigkeit) ist eine römisch-katholische Kirche in Buenos Aires, der Hauptstadt Argentiniens. Die ehemalige Klosterkirche der Mercedarier wurde Maria vom Loskauf der Gefangenen gewidmet. Die Kirche des Erzbistums Buenos Aires trägt den Titel einer Basilica minor und ist als historisches Kulturgüter geschützt.

## Geschichte

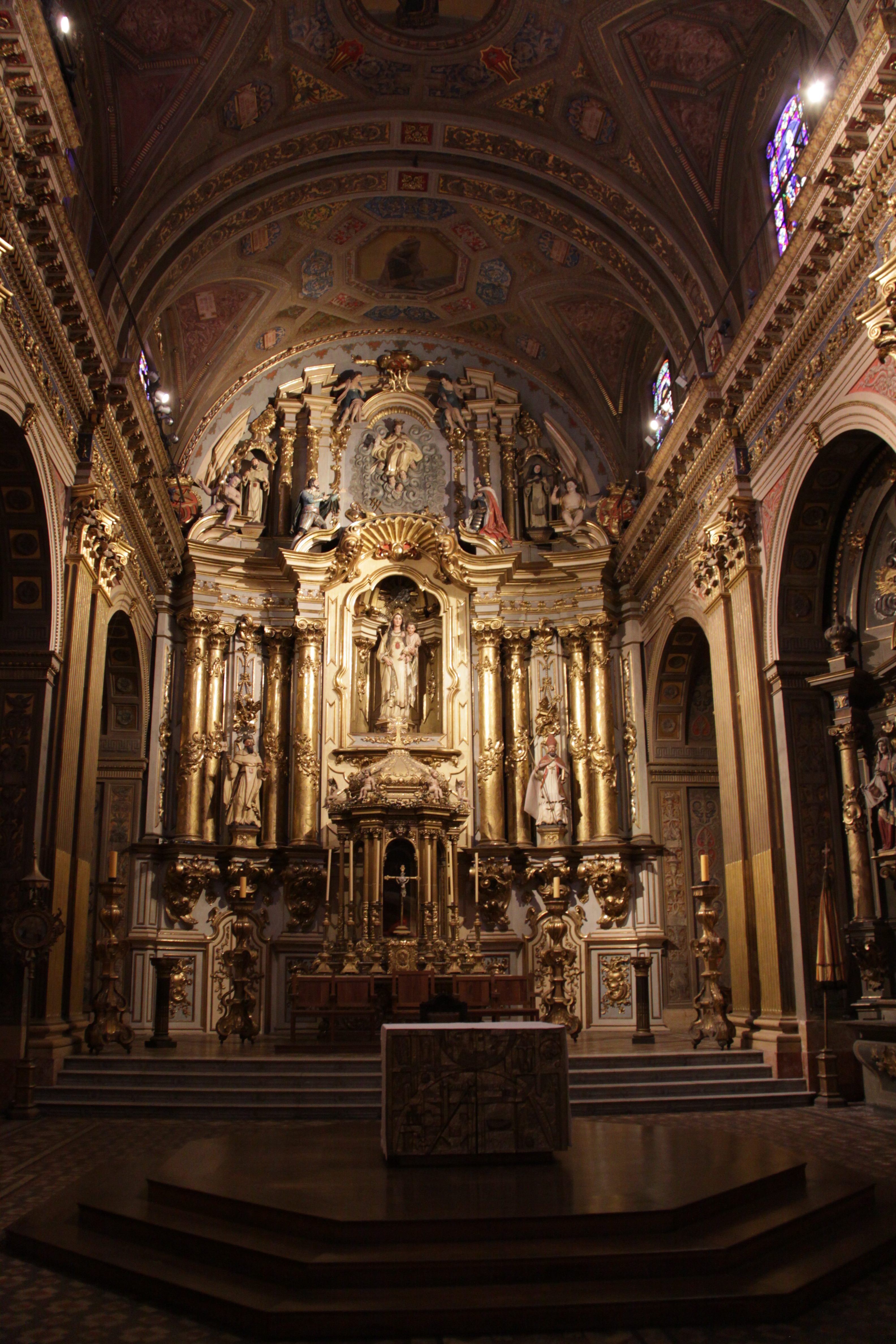
Innenraum der Basilika

Schon bald nach der Stadtgründung 1580 kamen die Mercedarier 1589 und errichteten  1603 eine kleine Lehmkirche mit Holz- und Strohdächern, die der Virgen de las Mercedes geweiht wurde und dem angrenzenden Kloster diente.
1721 wurde mit dem Bau einer dauerhaften und größeren Kirche begonnen. Als Architekten wirkten die italienischen Jesuiten Giovanni Andrea Bianchi und Giovanni Battista Primoli, der bereits mehrere Kirchen in Buenos Aires errichtet hatte. 1733 wurden das Kirchenschiff mit der Kuppel, dem Chor und der Vierung fertiggestellt. Die weiteren Arbeiten mit etwa dem linksseitigen Glockenturm zogen sich dann aber noch bis 1779 hin.
Während der Rückeroberung von Buenos Aires bei der ersten englischen Invasion leitete Santiago de Liniers vom Kirchhof aus 1806 den Angriff auf die südliche Plaza Mayor. 1809 wurde die Ehe des zukünftigen Präsidenten Bernardino Rivadavia mit Juana del Pino in der Kirche von La Merced gesegnet.
Die Mercedarier mussten 1823 das Land aufgrund von Reformen unter Martín Rodríguez und seinem Minister Bernardino Rivadavia das Land verlassen. 1829 wurde die Kirche zur Pfarrkirche und das Klostergebäude als Waisenschule genutzt. Im Jahr 1894 begann eine umfassende Umgestaltung des Gebäudes, dessen Fassade vom Architekten Juan Antonio Buschiazzo erneuert wurde. Die Innenräume wurden auch von verschiedenen Künstlern bearbeitet, die Wandmalereien und Stuckarbeiten schufen, die den nüchternen Innenräumen der Kolonialzeit mehr Glanz verliehen. Die Einweihung der Werke erfolgte am 24. April 1900.
Im Jahr 1917 verlieh Papst Benedikt XV. der Kirche den Rang einer Basilica minor. Mit dem Dekret vom Mai 1942 wurde die Basilika zum Historischen Denkmal erklärt. 1954 wurden bei Renovierungen durch den Architekten Andrés Millé einige Ornamente von 1894 wieder entfernt. 2001 bis 2007 kam es zu einer erneuten Restaurierung.